# Silvano Meli
Silvano Meli (11 agosto 1960) è un ex sciatore alpino e sciatore di velocità svizzero.

## Biografia
Specialista della discesa libera originario di Leysin, Meli conquistò i suoi primi risultati di rilievo nella stagione 1977-1978, quando giunse per la prima volta nei primi dieci in Coppa del Mondo a Les Houches l'11 febbraio (10º) e in Coppa Europa vinse la classifica di discesa libera e si piazzò 2º in quella generale. Ai Mondiali di Schladming 1982 non completò la combinata e il 5 febbraio 1983 conquistò l'unico podio di carriera in Coppa del Mondo, il 2º posto nella discesa libera di Sankt Anton am Arlberg alle spalle del connazionale Peter Lüscher davanti all'austriaco Harti Weirather. Colse l'ultimo piazzamento della sua attività agonistica nello sci alpino l'8 marzo 1986, quando arrivò 13º nella discesa libera di Coppa del Mondo disputata ad Aspen; praticò anche lo sci di velocità, disputando la gara dimostrativa dei XVI Giochi olimpici invernali di Albertville 1992 (sua unica presenza olimpica) classificandosi al 9º posto.

## Palmarès

### Sci alpino

#### Coppa del Mondo
- Miglior piazzamento in classifica generale: 19º nel 1983
- 1 podio (in discesa libera):
  - 1 secondo posto

#### Coppa Europa
- Miglior piazzamento in classifica generale: 2º nel 1978[1]
- Vincitore della classifica di discesa libera nel 1978[1]

#### Campionati svizzeri
- 1 medaglia[senza fonte] (dati parziali, dalla stagione 1977-1978):
  - 1 oro (discesa libera nel 1978)[senza fonte]